# Isola Dawson
L'isola Dawson appartiene all'arcipelago della Terra del Fuoco, 100 chilometri a sud della città cilena di Punta Arenas, del cui territorio comunale fa parte.

## Geografia antropica
Si trova a sud-est della penisola di Brunswick  e ha un'estensione di circa 1290 km². L'isola è sottoposta a un clima antartico.  
Nel 1992 la sua popolazione era di 415 unità, scesa a 301 nel 2002.

## Storia
Durante il golpe cileno del 1973 nell'isola furono confinati moltissimi esponenti di Unidad popular come Luis Corvalán, mentre altri tra i più stretti collaboratori del governo di Salvador Allende vi furono deportati per essere rinchiusi in un campo di concentramento.
Nel 2009 è stato girato il film Dawson Isla 10, per la regia di Miguel Littín, che racconta la storia dell'isola durante il golpe.